# Unternehmensgruppe Theo Müller
Unternehmensgruppe Theo Müller er en tysk fødevare- og mejerikoncern med hovedkvarter i Fischach i Bayern. De producerer primært mejeriprodukter, men også forskellige convenience-fødevarer.
I 2019 havde de en omsætning på 5,7 mia. euro og over 27.500 ansatte.
Müller-koncernen blev etableret i 1896 i Aretsried, Bayeren. I 1971 blev stifterens barnebarn, Theo Müller, eneejer af virksomheden.